# The Beatles (EP bonus)
Cet article concerne l'extended play. Pour les autres significations, voir The Beatles (homonymie).
EPs par The Beatles
Magical Mystery Tour
(1967) Baby It's You
(1995)
The Beatles est un EP des Beatles publié longtemps après la dissolution du groupe et offert en bonus dans un boîtier qui contenait toutes les publications britanniques dans ce format.

## Historique
Le 7 décembre 1981, EMI publie un boîtier contenant tous les Extended Play du groupe en incluant ce nouveau disque qui regroupait des chansons en versions se voulant inédites en Angleterre. On y retrouvait la version stéréo de The Inner Light, la version en vrai stéréo de Baby You're a Rich Man, une version stéréo de She's a Woman avec le décompte de Paul McCartney en intro et This Boy en stéréo Duophonic même si cette même version se retrouvait déjà dans le disque compilation Love Songs publié en 1977 par Capitol Records et distribué au Royaume-Uni.
Ce disque sera inclus dans la réédition sur CD de 1992. Sur son étiquette, le titre de la chanson Baby Your a Rich Man a été erronément écrit comme cela.

## Liste des chansons
| 1. | The Inner Light | George Harrison  | George Harrison |  |
| 2. | She's a Woman   | Lennon/McCartney | Paul McCartney  |  |

| 3. | Baby You're a Rich Man | Lennon/McCartney | John Lennon |  |
| 4. | This Boy               | Lennon/McCartney | John Lennon |  |